# إدوارد هابسبورغ
إدوارد هابسبورغ (بالألمانية: Eduard Habsburg-Lothringen) (و. 1967  م) هو كاتب سيناريو، وكاتب، ودبلوماسي ألماني، ولد في ميونخ.

## مناصب
منذ أواخر 2015 أصبح سفير المجر لدى الكرسي الرسولي.
.

## وصلات خارجية
- إدوارد هابسبورغ على موقع IMDb (الإنجليزية)
- إدوارد هابسبورغ على موقع قاعدة بيانات الفيلم (الإنجليزية)
- إدوارد هابسبورغ على موقع كينوبويسك (الروسية)
- إدوارد هابسبورغ في قاعدة بيانات الأفلام على الإنترنت